# Marianne Ahlborg
Marianne Ahlborg, född 20 mars 1991 i Trollhättan, Älvsborgs län, är en svensk proffsboxare.

## Biografi
Ahlborg föddes i Trollhättan och började med amatörboxning när hon var 21 år. Under tiden som amatörboxare boxades hon för klubbarna Skoftebyns AIS (Trollhättan), Vänersborgs BK och Angereds BC (Göteborg). Hon tog även två SM-guld och flera andra utmärkelser som amatörboxare.
Ahlborg gjorde debut som proffsboxare den 19 december 2020, då hon mötte bulgariskan Borislava Goranova på Universum Gym i Hamburg. Ahlborg dominerade matchen i fyra ronder och segrade efter ett enhälligt domarbeslut. Säsongen 2021 gjorde hon debut den 20 februari 2021 i en match mot serbiskan Aleksandra Rapaic, där hon återigen segrade. Hennes tredje match ägde rum den 10 april 2021 mot ungerskan Klaudia Vigh. Även där segrade Ahlborg och tog sin fjärde raka seger.
Ahlborg tog sin första seger via TKO den 19 november 2021 mot Lili Jumali från Georgien.
Den 8 april 2022 gick Ahlborg en titelmatch mot fransyskan Priscilla Peterle i Grande-Synthe i Frankrike. Ahlborg förlorade matchen och besegrades för första gången i sin proffskarriär.

## Proffsstatistik
Källa: 
| Nr | Datum            | Motståndare        | Statistik | Arena                  | Ronder | Resultat | Typ |
| -- | ---------------- | ------------------ | --------- | ---------------------- | ------ | -------- | --- |
| 1  | 19 december 2020 | Borislava Goranova | 11-63-4   | Universum Gym, Hamburg | 4/4x2  | Vinst    | UD  |
| 2  | 20 februari 2021 | Aleksandra Rapaic  | 0-2-0     | Universum Gym, Hamburg | 6/6x2  | Vinst    | UD  |
| 3  | 10 april 2021    | Klaudia Vigh       | 3-26-1    | ISY-Gym, Schöneberg    | 6/6x2  | Vinst    | UD  |
| 4  | 10 juli 2021     | Luiza Davydova     | 5-2-0     | Tegelbruket, Örebro    | 6/6x2  | Vinst    | UD  |
| 5  | 19 november 2021 | Lili Jumali        | 1-1-0     | Bananpiren, Göteborg   | 6/6x2  | Vinst    | RTD |
| 6  | 8 april 2022     | Priscilla Peterle  | 4-0-0     | Grande-Synthe          | 10x2   | Förlust  | UD  |
| 7  | 20 augusti 2022  | Katarina Vištica   | 2-20-0    | Öja Krog, Ystad        | 6/6x2  | Vinst    | RTD |
| 8  | 13 april 2024    | Ester Konečná      | 4-26-2    | Quality Hotel, Malmö   | 6/6x2  | Vinst    | UD  |